# Hanna Zweig-Strauss
Hanna Zweig-Strauss (geboren 1931 in Frankfurt am Main; gestorben im Dezember 2014) war eine Schweizer Ärztin und Historikerin deutscher Herkunft.

## Leben
Zweig-Strauss emigrierte in den 1930er Jahren in die Schweiz. Sie studierte zunächst Medizin in Zürich und praktizierte anschließend als Ärztin.
Seit ihrem Ruhestand beschäftigte sie sich mit der jüdisch-schweizerischen Geschichte.

## Bücher
- David Farbstein (1868–1953): jüdischer Sozialist - sozialistischer Jude. Chronos, Zürich 2001, ISBN 3-0340-0502-4, S. 281.
- Saly Mayer 1882–1950: Ein Retter jüdischen Lebens während des Holocaust. Böhlau, Köln 2007, ISBN 978-3-412-20053-4, S. 382.
- Antisemitische Verbalinjurien und Tätlichkeiten vor Zürcher Gerichten 1920-1937. In: Schweizerische Zeitschrift für Geschichte. Nr. 55, 2005.